# Рокуэлл-Сити (Айова)
Рокуэлл-Сити (англ. Rockwell City) — крупнейший город и административный центр в округе Калхун в штате Айова в Соединённых Штатах Америки.
Согласно результатам переписи населения США, проведённой в 2020 году, число жителей города составляло 2240 человек, что, для такого небольшого населённого пункта, существенно больше (+ 31,1%), чем было во время предыдущей переписи прошедшей в 2010 году (1709 человек).

## История
Город Рокуэлл-Сити был основан в 1876 году и был назван в честь своих основателей, Джона М. Роквелла (англ. John M. Rockwell) и его жены Шарлотты М. Роквелл (англ. Charlotte M. Rockwel). 

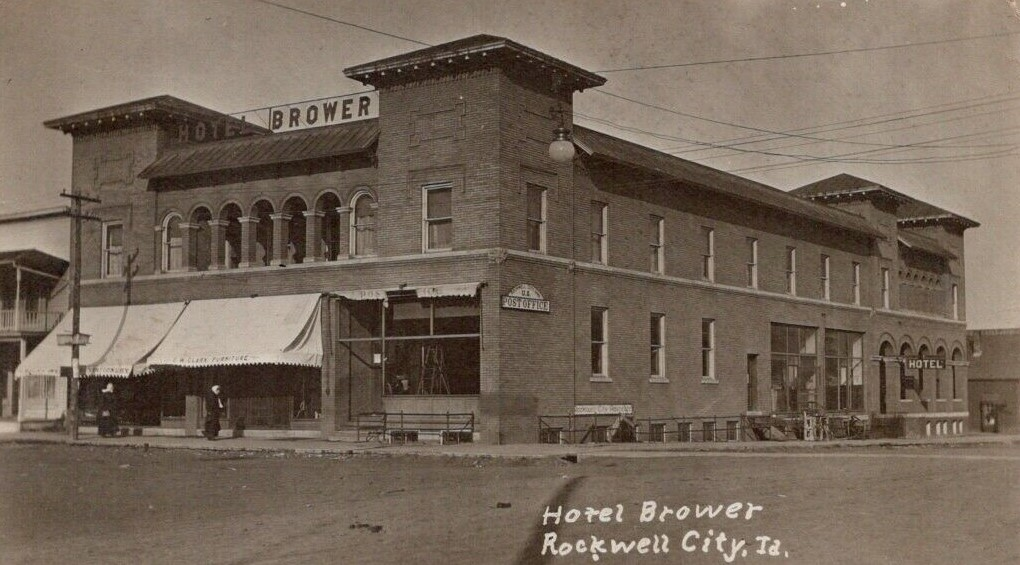
Отель «Brawer» (1912 год)

В 1880 году здесь проживало менее ста человек, но за следующие два десятилетия население города резко выросло (+ 473,3% к 1890 году), достигнув к началу XX века отметки в 1222 человека. С той поры динамика роста/убыли населения была более плавной.
С 2009 года в первые выходные августа в Рокуэлл-Сити проходит ежегодный фестиваль «Sweet Corn Daze».
В Рокуэлл-Сити также проходит ежегодная выставка Calhoun County Expo – ярмарка округа Калхун. Рокуэлл-Сити был выбран местом проведения ярмарки на всеобщих выборах в 1980 году, а до этого в округе Калхун проводились две ярмарки: одна в Рокуэлл-Сити и одна в соседнем Мэнсоне. Однако закон штата 1979 года требовал, чтобы округа выбрали одну окружную ярмарку в качестве «Официальной ярмарки штата» (англ. Official State Fair), что потребовало голосования и объединения окружных ярмарок других округов в Калхуне.

## География
По данным Бюро переписи населения США, общая площадь города составляет 4,21 квадратных мили (10,90 км2) и вся эта территория покрыта сушей.

## Климат
Согласно данным представленным Национальной метеорологической службой США в городе Рокуэлл-Сити влажный континентальный климат – климатический регион, характеризующийся значительными сезонными перепадами температур, тёплым или жарким (часто влажным) летом и холодной (иногда очень холодной) зимой. 
Во многих районах с таким климатом осадки относительно равномерно распределены в течение года. Согласно классификации климатов Кёппена, этот климат относится к подтипу жаркий летний континентальный климат, который на климатических картах сокращённо обозначается аббревиатурой «Dfa».